# Lista załogowych lotów kosmicznych do Międzynarodowej Stacji Kosmicznej
Poniżej znajduje się chronologiczna lista załogowych lotów kosmicznych do Międzynarodowej Stacji Kosmicznej. Pogrubioną czcionką wyróżnione zostały nazwiska członków stałych załóg ISS. Całkowity „czas dokowania” odnosi się do danego statku kosmicznego i nie jest zawsze zgodny z czasem pobytu poszczególnych astronautów.

## Zakończone loty
|      | Lot    | Misja | Załoga | Zdjęcie załogi | Emblemat misji | Opis |
| ---- | ------ | --- | --- | -------------- | -------------- | --- |
| 1.   | 2A     | STS-88 Endeavour Start: 4 grudnia 1998 Czas dokowania: 6 dni 18h                                                               | Robert D. Cabana Nancy J. Currie Siergiej Krikalow James H. Newman Jerry L. Ross Frederick W. Sturckow                                                                         |                |                | Przymocowanie modułu Unity 3 spacery kosmiczne |
| 2.   | 2A.1   | STS-96 Discovery Start: 27 maja 1999 Czas dokowania: 5 dni 18h                                                                 | Daniel T. Barry Rick D. Husband Tamara Jernigan Ellen Ochoa Julie Payette Kent V. Rominger Walerij Tokariew                                                                    |                |                | 1 spacer kosmiczny; montaż manipulatora Strieła 1 |
| 3.   | 2A.2a  | STS-101 Atlantis Start: 19 maja 2000 Czas dokowania: 5 dni 18h                                                                 | James D. Halsell Jr. Susan J. Helms Scott J. Horowitz Jurij Usaczow James S. Voss Mary E. Weber Jeffrey N. Williams                                                            |                |                | Podwyższenie orbity o ~30 km 1 spacer kosmiczny; montaż manipulatora Strieła 2 |
| 4.   | 2A.2b  | STS-106 Atlantis Start: 8 września 2000 Czas dokowania: 7 dni 21h                                                              | Scott D. Altman Daniel C. Burbank Edward T. Lu Jurij Malenczenko Richard Mastracchio Boris Morukow Terrence W. Wilcutt                                                         |                |                | 1 spacer kosmiczny |
| 5.   | 3A     | STS-92 Discovery Start: 11 października 2000 Czas dokowania: 6 dni 21h                                                         | Leroy Chiao Brian Duffy Michael Lopez-Alegria William S. McArthur Pamela A. Melroy Koichi Wakata Peter J.K. Wisoff                                                             |                |                | Przymocowanie Z1 Truss 4 spacery kosmiczne |
| 6.   | 2R     | Sojuz TM-31 Start: 31 października 2000 Czas dokowania: ~183 dni                                                               | Jurij Gidzenko Siergiej Krikalow William Shepherd |                |                | Dostarczenie 1. stałej załogi ISS |
| 7.   | 4A     | STS-97 Endeavour Start: 30 listopada 2000 Czas dokowania: 6 dni 23h                                                            | Michael J. Bloomfield Marc Garneau Brent W. Jett Carlos I. Noriega Joseph R. Tanner                                                                                            |                |                | Przymocowanie P6 Truss (baterie słoneczne) 3 spacery kosmiczne |
| 8.   | 5A     | STS-98 Atlantis Start: 7 lutego 2001 Czas dokowania: 6 dni 21h                                                                 | Kenneth D. Cockrell Robert L. Curbeam Marsha S. Ivins Thomas D. Jones Mark L. Polansky                                                                                         |                |                | Przymocowanie Destiny 3 spacery kosmiczne |
| 9.   | 5A.1   | STS-102 Discovery Start: 8 marca 2001 Czas dokowania: 8 dni 21h                                                                | Susan J. Helms James M. Kelly Paul W. Richards Andrew Thomas Jurij Usaczow James S. Voss James D. Wetherbee                                                                    |                |                | Dostarczenie MPLM Przywiezienie załogi Ekspedycji 2 Powrót Ekspedycji 1 2 spacery kosmiczne |
| 10.  | 6A     | STS-100 Endeavour Start: 19 kwietnia 2001 Czas dokowania: 8 dni 3h                                                             | Jeffrey S. Ashby Umberto Guidoni Chris A. Hadfield Scott E. Parazynski John L. Phillips Kent V. Rominger Jurij Łonczakow                                                       |                |                | Dostarczenie MPLM Zainstalowanie Canadarm2 2 spacery kosmiczne |
| 11.  | 2S     | Sojuz TM-32 Start: 28 kwietnia 2001 Czas dokowania: ~183 dni                                                                   | Jurij Baturin Tałgat Musabajew Dennis Tito (turysta kosmiczny) |                |                | Po tygodniu cała załoga powróciła na ziemię na pokładzie Sojuza TM-31 |
| 12.  | 7A     | STS-104 Atlantis Start: 12 lipca 2001 Czas dokowania: 8 dni 1h                                                                 | Michael L. Gernhardt Charles O. Hobaugh Janet L. Kavandi Steven W. Lindsey James F. Reilly                                                                                     |                |                | Zainstalowanie śluzy powietrznej Quest 3 spacery kosmiczne |
| 13.  | 7A.1   | STS-105 Discovery Start: 10 sierpnia 2001 Czas dokowania: 9 dni 20h                                                            | Daniel T. Barry Frank L. Culbertson Władimir Dieżurow Patrick G. Forrester Scott J. Horowitz Frederick W. Sturckow Michaił Tiurin                                              |                |                | Przymocowanie śluzy powietrznej Pirs, Dostarczenie MPLM Start Ekspedycji 3 Powrót załogi Ekspedycji 2 2 spacery kosmiczne |
| 14.  | 3S     | Sojuz TM-33 Start: 21 października 2002 Czas dokowania: ~193 dni                                                               | Wiktor Afanasjew Claudie Haigneré (ESA) Konstantin Koziejew |                |                | Po 8 dniach załoga powróciła na ziemię na pokładzie Sojuza TM-32 |
| 15.  | UF-1   | STS-108 Endeavour Start: 5 grudnia 2001 Czas dokowania: 7 dni 21h                                                              | Daniel W. Bursch Linda M. Godwin Dominic L. Gorie Mark E. Kelly Jurij Onufrijenko Daniel M. Tani Carl E. Walz                                                                  |                |                | Dostarczenie MPLM Przywiezienie załogi 4 Powrót Ekspedycji 3 1 spacer kosmiczny |
| 16.  | 8A     | STS-110 Atlantis Start: 8 kwietnia 2002 Czas dokowania: 7 dni 2h                                                               | Michael J. Bloomfield Stephen N. Frick Lee M.E. Morin Ellen Ochoa Jerry L. Ross Steven L. Smith Rex J. Walheim                                                                 |                |                | Przymocowanie S0 Truss 4 spacery kosmiczne |
| 17.  | 4S     | Sojuz TM-34 Start: 25 kwietnia 2002 Czas dokowania: ~196 dni                                                                   | Jurij Gidzenko Mark Shuttleworth (turysta kosmiczny) Roberto Vittori |                |                | Po 8 dniach cała trójka powróciła w Sojuzie TM-33 |
| 18.  | UF-2   | STS-111 Endeavour Start: 5 czerwca 2002 Czas dokowania: 7 dni 22h                                                              | Franklin Chang-Díaz Kenneth D. Cockrell Paul S. Lockhart Walerij Korzun Philippe Perrin (CNES) Siergiej Treszczow Peggy Whitson                                                |                |                | Dostarczenie MPLM Przymocowanie Mobile Base System Dostarczenie Ekspedycji 5 Powrót załogi Ekspedycji 4 1 spacer kosmiczny |
| 19.  | 9A     | STS-112 Atlantis Start: 7 października 2002 Czas dokowania: 6 dni 21h                                                          | Jeffrey S. Ashby Sandra H. Magnus Pamela A. Melroy Piers J. Sellers David A. Wolf Fiodor Jurczichin                                                                            |                |                | Przymocowanie S1 Truss 3 spacery kosmiczne |
| 20.  | 5S     | Sojuz TMA-1 Start: 30 października 2002 Czas dokowania: ~183 dni                                                               | Jurij Łonczakow Frank De Winne (ESA) Siergiej Zalotin |                |                | Cała trójka powróciła na ziemię w Sojuzie TM-34 po tygodniu |
| 21.  | 11A    | STS-113 Endeavour Start: 24 listopada 2002 Czas dokowania: 6 dni 22h                                                           | Kenneth D. Bowersox Nikołaj Budarin John B. Herrington Paul S. Lockhart Michael Lopez-Alegria Donald R. Pettit James D. Wetherbee                                              |                |                | Przymocowanie P1 Truss Dostarczenie załogi Ekspedycji 6 Powrót załogi Ekspedycji 5 3 spacery kosmiczne |
| 22.  | 6S     | Sojuz TMA-2 Start: 28 kwietnia 2003 Czas dokowania: ~182 dni                                                                   | Edward T. Lu Jurij Malenczenko |                |                | Dostarczenie Ekspedycji 7 Członkowie Ekspedycji 6 powrócili w Sojuzie TMA-1 parę dni później |
| 23.  | 7S     | Sojuz TMA-3 Start: 18 października 2003 Czas dokowania: ~192 dni                                                               | Pedro Duque (ESA) Michael Foale Aleksandr Kaleri |                |                | Dostarczenie załogi Ekspedycji 8 Parę dni później Duque powrócił na ziemię z Ekspedycją 7 w Sojuzie TMA-2 |
| 24.  | 8S     | Sojuz TMA-4 Start: 19 kwietnia 2004 Czas dokowania: ~185 dni                                                                   | Edward Fincke André Kuipers (ESA) Giennadij Padałka |                |                | Przywiezienie Ekspedycji 9 9 dni później Kuiper powrócił z załogą Ekspedycji 8 w Sojuzie TMA-3 |
| 25.  | 9S     | Sojuz TMA-5 Start: 14 października 2004 Czas dokowania: ~190 dni                                                               | Leroy Chiao Jurij Szargin Saliżan Szaripow |                |                | Dostarczenie załogi Ekspedycji 10 Parę dni później Shargin powrócił z załogą Ekspedycji 9 w Sojuzie TMA-4 |
| 26.  | 10S    | Sojuz TMA-6 Start: 15 kwietnia 2005 Czas dokowania: ~179 dni                                                                   | Siergiej Krikalow John L. Phillips Roberto Vittori (ESA) |                |                | Przywiezienie członków Ekspedycji 11 Parę dni później Vittori powrócił na ziemię z załogą Ekspedycji 10 w Sojuzie TMA-5 |
| 27.  | LF1    | STS-114 Discovery Start: 26 lipca 2005 Czas dokowania: 8 dni 20h                                                               | Eileen M. Collins James M. Kelly Soichi Noguchi Stephen Robinson Andrew Thomas Wendy Lawrence Charles Camarda                                                                  |                |                | Misja „Return to flight”, Dostarczenie MPLM Dostarczenie ESP 2 3 spacery kosmiczne |
| 28.  | 11S    | Sojuz TMA-7 Start: 1 października 2005 Czas dokowania: ~189 dni                                                                | William S. McArthur Walerij Tokariew Gregory Olsen (turysta kosmiczny) |                |                | Przywiezienie załogi Ekspedycji 12 Parę dni później Olsen powrócił na ziemię z Ekspedycją 11 w Sojuzie TMA-6 |
| 29.  | 12S    | Sojuz TMA-8 Start: 30 marca 2006 Czas dokowania: ~180 dni                                                                      | Pawieł Winogradow Jeffrey Williams Marcos Pontes |                |                | Przywiezienie członków Ekspedycji 13 Po 9 dniach Pontes powrócił na ziemię z załogą Ekspedycji 12 w Sojuzie TMA-9 |
| 30.  | ULF1.1 | STS-121 Discovery Start: 4 lipca 2006 Czas dokowania: ~9 dni                                                                   | Steven W. Lindsey Mark E. Kelly Michael E. Fossum Piers Sellers Lisa Nowak Stephanie Wilson Thomas Reiter                                                                      |                |                | Dostarczenie MPLM Thomas dołączył do załogi Ekspedycji 13 Przegląd poszycia wahadłowca z ISS 3 spacery kosmiczne |
| 31.  | 12A    | STS-115 Atlantis Start: 9 września 2006 Czas dokowania: ~7 dni                                                                 | Brent W. Jett Christopher Ferguson Joseph R. Tanner Daniel C. Burbank Heidemarie M. Stefanyshyn-Piper Steven MacLean                                                           |                |                | Dostarczenie P3/4 truss Przegląd poszycia wahadłowca z ISS 3 spacery kosmiczne |
| 32.  | 13S    | Sojuz TMA-9 Start: 18 września 2006 Czas dokowania: 215 dni                                                                    | Michaił Tiurin Michael Lopez-Alegria Anousheh Ansari – turysta kosmiczny |                |                | Dostarczenie Ekspedycji 14 Ansari powróciła z załogą 13 na pokładzie Sojuza TMA-8 (8 dni później) |
| 33.  | 12A.1  | STS-116 Discovery Start: 10 grudnia 2006 Czas dokowania: 7 dni 23h                                                             | Mark Polansky William Oefelein Nicholas Patrick Robert Curbeam Christer Fuglesang Joan Higginbotham Sunita Williams                                                            |                |                | Dostarczenie P5 truss przegląd poszycia wahadłowca z ISS 4 spacery kosmiczne |
| 34.  | 14S    | Sojuz TMA-10 Start: 7 kwietnia 2007 Czas dokowania: –                                                                          | Oleg Kotow Fiodor Jurczichin Charles Simonyi – turysta kosmiczny |                |                | Dostarczenie załogi Ekspedycji 15 Simonyi powrócił z załogą 14 w Sojuzie TMA-9 12 dni później |
| 35.  | 13A    | STS-117 Atlantis Start: 8 lipca 2007 Czas dokowania: 8 dni 19 godzin                                                           | Frederick Sturckow Lee Archambault Patrick Forrester Steven Swanson John Olivas James Reilly Clayton Anderson                                                                  |                |                | Dostarczenie S3/4 truss Przegląd poszycia wahadłowca z ISS 4 spacery kosmiczne |
| 36.  | 13A.1  | STS-118 Eneavour Start: 8 sierpnia 2007 Czas dokowania: 8 dni 17 godzin 54 minuty                                              | Scott J. Kelly Charles Hobaugh Richard Mastracchio Dafydd Williams Tracy Caldwell Barbara Morgan Benjamin Drew                                                                 |                |                | Dostarczenie S5 truss Przegląd poszycia wahadłowca z ISS 4 spacery kosmiczne |
| 37.  | 15S    | Sojuz TMA-11 Start: 10 października 2007 Czas dokowania: 189 dni 14 godzin 16 minuty                                           | Peggy Whitson Jurij Malenczenko Sheikh Muszaphar Shukor |                |                | Dostarczenie załogi Ekspedycji 16 5 spacerów kosmicznych Shukor powrócił z załogą 15 w Sojuzie TMA-10 kilka dni później |
| 38.  | 10A    | STS-120 Discovery Start: 23 października 2007 Czas dokowania: 10 dni 21 godzin 52 minuty                                       | Pamela Melroy George Zamka Scott Parazynski Stephanie Wilson Douglas Wheelock Paolo Nespoli Daniel Tani                                                                        |                |                | Dostarczenie modułu Harmony 4 spacery kosmiczne |
| 39.  | 1E     | STS-122 Atlantis Start: 7 lutego 2008 Czas dokowania: 8 dni 16 godzin 7 minuty                                                 | Stephen Frick Alan Poindexter Stanley Love Rex Walheim Leland Melvin Hans Schlegel Léopold Eyharts                                                                             |                |                | Dostarczenie modułu Columbus 3 spacery kosmiczne |
| 40.  | 1J/A   | STS-123 Endeavour Start: 11 marca 2008 Czas dokowania: 11 dni 20 godzin 36 minuty                                              | Dominic Gorie Gregory Harold Johnson Richard Linnehan Robert Behnken Michael Foreman Takao Doi Garrett Reisman                                                                 |                |                | Dostarczenie modułu JEM ELM-PS oraz Dextre 5 spacerów kosmicznych |
| 41.  | 16S    | Sojuz TMA-12 Start: 8 kwietnia 2008 Czas dokowania: 197 dni                                                                    | Siergiej Wołkow Oleg Kononienko Yi So-yeon |                |                | Dostarczenie załogi Ekspedycji 17 3 spacery kosmiczne So-yeon powrócił z załogą 16 w Sojuzie TMA-11 kilka dni później |
| 42.  | 1J     | STS-124 Discovery Start: 31 maja 2008 Czas dokowania: 8 dni 17 godzin 39 minuty                                                | Mark E. Kelly Kenneth Ham Karen Nyberg Ronald Garan Michael Fossum Akihiko Hoshide Gregory Chamitoff                                                                           |                |                | Dostarczenie laboratorium Kibō Dostarczenie robotycznego manipulatora 3 spacery kosmiczne Chamitoff za Reismana |
| 43.  | 17S    | Sojuz TMA-13 Start: 10 października 2008 Czas dokowania: 164 dni                                                               | Jurij Łonczakow Edward Michael Fincke Richard Garriott |                |                | Dostarczenie załogi Ekspedycji 18 Garriot powrócił z załogą 17 w Sojuzie TMA-12 kilka dni później |
| 44.  | ULF2   | STS-126 Endeavour Start: 14 listopada 2008 Czas dokowania: 11 dni, 16 godzin                                                   | Christopher Ferguson Eric Boe Stephen Bowen Heidemarie Stefanyshyn-Piper Donald Pettit Robert Shane Kimbrough Sandra Magnus                                                    |                |                | Dostarczenie dodatkowych kwater sypialnych, toalety i urządzeń do ćwiczeń 4 spacery kosmiczne Magnus za Chamitoffa |
| 45.  | 15A    | STS-119 Discovery Start: 15 marca 2009 Czas dokowania: 8 dni 22h                                                               | Lee Archambault Dominic Antonelli Joseph Acaba Steven Swanson Richard Arnold John Phillips Koichi Wakata                                                                       |                |                | Dostarczenie Wakaty jako członka Ekspedycji 18 Dostarczenie S6 truss Inspekcja wahadłowca z ISS 3 spacery kosmiczne |
| 46.  | 18S    | Sojuz TMA-14 Start: 26 marca 2009 Czas dokowania: ~197 dni                                                                     | Giennadij Padałka Michael Barratt / Charles Simonyi |                |                | Dostarczenie załogi Ekspedycji 19 Dostarczenie kapsuły ratunkowej dla załogi Simonyi powrócił z załogą 18 w Sojuzie TMA-13 kilka dni później |
| 47.  | 19S    | Sojuz TMA-15 Start: 27 maja 2009 Czas dokowania: ~ 186 dni                                                                     | Roman Romanienko Frank De Winne Robert Thirsk |                |                | Dostarczenie załogi Ekspedycji 20 Dostarczenie kapsuły ratunkowej dla załogi |
| 48.  | 2J/A   | STS-127 Endeavour Start: 15 lipca 2009 Czas dokowania: 11 dni 1h                                                               | Mark Polansky Douglas Hurley Christopher Cassidy Thomas Marshburn David Wolf Julie Payette Timothy Kopra                                                                       |                |                | Dostarczenie Kopry jako członka Ekspedycji 20 Dostarczenie części EF i ELM japońskiego laboratorium kosmicznego na ISS Inspekcja wahadłowca z ISS 5 spacerów kosmicznych                                                                                   |
| 49.  | 17A    | STS-128 Discovery Start: 29 sierpnia 2009 Czas dokowania: 9 dni 19h                                                            | Frederick Sturckow Kevin Ford Patrick Forrester José Hernández Christer Fuglesang John Olivas Nicole Stott                                                                     |                |                | Dostarczenie N. Stott jako członka Ekspedycji 20 Dostarczenie i użycie MPLM Leonardo Inspekcja wahadłowca z ISS 3 spacery kosmiczne |
| 50.  | 20S    | Sojuz TMA-16 Start: 30 września 2009 Czas dokowania: ~167 dni                                                                  | Maksim Surajew Jeffrey Williams Guy Laliberté |                |                | Dostarczenie załogi Ekspedycji 21, Laliberté powrócił z załogą 20 w Sojuzie TMA-15 kilka dni później |
| 51.  | ULF3   | STS-129 Atlantis Start: 16 listopada 2009 Czas dokowania: 6 dni 17h                                                            | Charles Hobaugh Barry Wilmore Michael Foreman Robert Satcher Randolph Bresnik Leland Melvin                                                                                    |                |                | Dostarczenie na Ziemię N. Stott – członka Ekspedycji 20 3 spacery kosmiczne |
| 52.  | 21S    | Sojuz TMA-17 Start: 20 grudnia 2009 Czas dokowania: ~160 dni                                                                   | Oleg Kotow Soichi Noguchi Timothy Creamer |                |                | Dostarczenie załogi Ekspedycji 22 |
| 53.  | 20A    | STS-130 Endeavour Start: 8 lutego 2010 Czas dokowania: 6 dni 19h                                                               | George D. Zamka Terry W. Virts Kathryn P. Hire Stephen Robinson Nicholas J. Patrick Robert L. Behnken                                                                          |                |                | Dostarczenie modułów Node 3 i Cupola, Inspekcja wahadłowca z ISS, 3 spacery kosmiczne |
| 54.  | 22S    | Sojuz TMA-18 Start: 2 kwietnia 2010 Czas dokowania: ~174 dni                                                                   | Aleksandr Skworcow Michaił Kornijenko Tracy E. Caldwell Dyson |                |                | Dostarczenie załogi Ekspedycji 23 |
| 55.  | 19A    | STS-131 Discovery Start: 5 kwietnia 2010 Czas dokowania: 10 dni 5h                                                             | Alan G. Poindexter James P. Dutton Richard A. Mastracchio Clayton C. Anderson Dorothy Metcalf-Lindenburger Stephanie D. Wilson Naoko Yamazaki                                  |                |                | Używanie MPLM Inspekcja wahadłowca z ISS 3 spacery kosmiczne |
| 56.  | ULF4   | STS-132 Atlantis Start: 14 maja 2010 Czas dokowania: 7 dni 1h                                                                  | Kenneth T. Ham Dominic A. Antonelli Stephen G. Bowen Michael T. Good Piers J. Sellers Garrett E. Reisman                                                                       |                |                | Dostarczenie MIM-1 Rasswiet, ICC-VLD (Integrated Cargo Carrier-Vertical Light Deployable) Inspekcja wahadłowca z ISS 3 spacery kosmiczne |
| 57.  | 23S    | Sojuz TMA-19 Start: 15 czerwca 2010 Czas dokowania: ~162 dni                                                                   | Fiodor Jurczichin Douglas H. Wheelock Shannon Walker |                |                | Dostarczenie załogi Ekspedycji 24 |
| 58.  | 24S    | Sojuz TMA-01M Start: 7 października 2010 Czas dokowania: ~158 dni                                                              | Aleksandr Kaleri Oleg Skripoczka Scott J. Kelly |                |                | Dostarczenie załogi Ekspedycji 25 |
| 59.  | 25S    | Sojuz TMA-20 Start: 15 grudnia 2010 Czas dokowania: ~158 dni                                                                   | Dimitrij Kondratjew Catherine G. Coleman Paolo Nespoli |                |                | Dostarczenie załogi Ekspedycji 26 |
| 60.  | ULF5   | STS-133 Discovery Start: 24 lutego 2011 Czas dokowania: 8 dni 14h                                                              | Steven W. Lindsey Eric A. Boe Benjamin A. Drew Michael R. Barratt Stephen G. Bowen Nicole P. Stott                                                                             |                |                | Dostarczenie ELC4 Dostarczenie PMM Leonardo Inspekcja wahadłowca z ISS 2 spacery kosmiczne |
| 61.  | 26S    | Sojuz TMA-21 Start: 4 kwietnia 2011 Czas dokowania: ~162 dni                                                                   | Aleksandr Samokutjajew Andriej Borisienko Ronald J. Garan |                |                | Dostarczenie załogi Ekspedycji 27 |
| 62.  | ULF6   | STS-134 Endeavour Start: 16 maja 2011 Czas dokowania: 11 dni 18h                                                               | Mark E. Kelly Gregory H. Johnson Edward Fincke Gregory E. Chamitoff Andrew J. Feustel Roberto Vittori                                                                          |                |                | Dostarczenie AMS-02 Dostarczenie ELC3 Inspekcja wahadłowca z ISS 4 spacery kosmiczne |
| 63.  | 27S    | Sojuz TMA-02M Start: 7 czerwca 2011 Czas dokowania: ~165 dni                                                                   | Siergiej Wołkow Satoshi Furukawa Michael Fossum |                |                | Dostarczenie załogi Ekspedycji 28 |
| 64.  | ULF7   | STS-135 Atlantis Start: 8 lipca 2011 Czas dokowania 8 dni 15h                                                                  | Christopher Ferguson Douglas Hurley Sandra Magnus Rex Walheim |                |                | Użycie MPLM Raffaello Ostatnia misja programu STS |
| 65.  | 28S    | Sojuz TMA-22 Start 14 listopada 2011 Czas dokowania: ~163 dni                                                                  | Anton Szkaplerow Anatolij Iwaniszyn Daniel Burbank |                |                | Dostarczenie załogi Ekspedycji 29 |
| 66.  | 29S    | Sojuz TMA-03M Start: 21 grudnia 2011 Czas dokowania: ~193 dni                                                                  | Oleg Kononienko Donald Pettit André Kuipers |                |                | Dostarczenie załogi Ekspedycji 30 |
| 67.  | 30S    | Sojuz TMA-04M Start: 15 maja 2012 Czas dokowania: ~123 dni                                                                     | Giennadij Padałka Siergiej Riewin Joseph M. Acaba |                |                | Dostarczenie załogi Ekspedycji 31 |
| 68.  | 31S    | Sojuz TMA-05M Start: 15 lipca 2012 Czas dokowania: ~125 dni                                                                    | Jurij Malenczenko Sunita Williams Akihiko Hoshide |                |                | Dostarczenie załogi Ekspedycji 32 |
| 69.  | 32S    | Sojuz TMA-06M Start: 23 października, 2012 Czas dokowania: ~142 dni                                                            | Oleg Nowicki Kevin A. Ford Jewgienij Tariełkin |                |                | Dostarczenie załogi Ekspedycji 33 |
| 70.  | 33S    | Sojuz TMA-07M Start: 19 grudnia, 2012 Czas dokowania: ~144 dni                                                                 | Roman Romanienko Thomas H. Marshburn Chris A. Hadfield |                |                | Dostarczenie załogi Ekspedycji 34 |
| 71.  | 34S    | Sojuz TMA-08M Start: 28 marca, 2013 Czas dokowania: ~166 dni                                                                   | Pawieł W. Winogradow Aleksandr A. Misurkin Christopher J. Cassidy |                |                | Dostarczenie załogi Ekspedycji 35 |
| 72.  | 35S    | Sojuz TMA-09M Start: 28 maja, 2013 Czas dokowania: ~167 dni                                                                    | Fiodor Jurczichin Luca Parmitano Karen Nyberg |                |                | Dostarczenie załogi Ekspedycji 36 |
| 73.  | 36S    | Sojuz TMA-10M Start: 25 września, 2013 Czas dokowania: ~168 dni                                                                | Oleg Kotow Siergiej Riazanski Michael Hopkins |                |                | Dostarczenie załogi Ekspedycji 37 |
| 74.  | 37S    | Sojuz TMA-11M Start: 7 listopada, 2013 Czas dokowania: 187 dni 12h                                                             | Michaił Tiurin Richard Mastracchio Kōichi Wakata |                |                | Dostarczenie załogi Ekspedycji 38 |
| 75.  | 38S    | Sojuz TMA-12M Start: 26 marca, 2014 Czas dokowania: 169 dni 5h                                                                 | Aleksandr Skworcow Oleg Artiemjew Steven Swanson |                |                | Dostarczenie załogi Ekspedycji 39 |
| 76.  | 39S    | Sojuz TMA-13M Start: 28 maja, 2014 Czas dokowania: 165 dni 8h                                                                  | Maksim Surajew Alexander Gerst Gregory Wiseman |                |                | Dostarczenie załogi Ekspedycji 40 |
| 77.  | 40S    | Sojuz TMA-14M Start: 25 września, 2014 Czas dokowania: ~167 dni 20,5 h                                                         | Aleksandr Samokutiajew Jelena Sierowa Barry Wilmore |                |                | Dostarczenie załogi Ekspedycji 41 |
| 78.  | 41S    | Sojuz TMA-15M Start: 23 listopada, 2014 Czas dokowania: ~199 dni (planowane ~166 dni)                                          | Anton Szkaplerow Samantha Cristoforetti Terry Virts |                |                | Dostarczenie załogi Ekspedycji 42 Powrót opóźniony z powodu awarii Sojuza 2.1a ze statkiem towarowym Progress M-27M. |
| 79.  | 42S    | Sojuz TMA-16M Start: 27 marca 2015 Czas dokowania: od 28 marca do 11 września 2015 ~167 dni, 20 h                              | Start: Giennadij Padałka Michaił Kornijenko Scott J. Kelly Powrót: Giennadij Padałka Andreas Mogensen Ajdyn Aimbietow Kornijenko i Kelly powrócili na pokładzie Sojuza TMA-18M |                |                | Dostarczenie załogi Ekspedycji 43 i IRISS (ESA). Kornijenko i Kelly pozostali na roczny pobyt. |
| 80.  | 43S    | Sojuz TMA-17M Start: 22 lipca 2015 Czas dokowania: od 23 lipca do 11 grudnia 2015 ~141 dni                                     | Oleg Kononienko Kimiya Yui Kjell Lindgren |                |                | Dostarczenie załogi Ekspedycji 44 Lot opóźniony z powodu awarii Sojuza 2.1a ze statkiem towarowym Progress M-27M. |
| 81.  | 44S    | Sojuz TMA-18M Start: 2 września 2015 Czas dokowania: od 4 września 2015 do 2 marca 2016 ~179 dni 19 h 20 min                   | Start: Siergiej Wołkow Andreas Mogensen Ajdyn Aimbietow Powrót: Siergiej Wołkow Michaił Kornijenko Scott J. Kelly Mogensen i Aimbietow powrócili na pokładzie Sojuza TMA-16M.  |                |                | Dostarczenie załogi Ekspedycji 45 Kazach Aimbietow zastąpił kosmiczną turystkę Sarę Brightman (). Powrót Kelly’ego i Kornijenki po prawie rocznym pobycie.                                                                                                 |
| 82.  | 45S    | Sojuz TMA-19M Start: 15 grudnia 2015 Czas dokowania: od 15 grudnia 2015 do 18 czerwca 2016 185 dni 12 h 19 min                 | Jurij Malenczenko Timothy Peake Timothy Kopra |                |                | Dostarczenie załogi Ekspedycji 46 |
| 83.  | 46S    | Sojuz TMA-20M Start: 18 marca 2016 Czas dokowania: od 19 marca 2016 do 6 września 2016 171 dni 18 h 42 min                     | Aleksiej Owczinin Oleg Skripoczka Jeffrey Williams |                |                | Dostarczenie załogi Ekspedycji 47. Ostatni lot wersji Sojuza TMA-M. |
| 84.  | 47S    | Sojuz MS-01 Start: 7 czerwca 2016 Czas dokowania: od 9 czerwca 2016 do 30 października 2016 112 dni 20 h 29 min                | Anatolij Iwaniszyn Takuya Ōnishi Kathleen Rubins |                |                | Dostarczenie załogi Ekspedycji 48. Pierwszy lot nowej wersji Sojuza – Sojuz MS. |
| 85.  | 48S    | Sojuz MS-02 Start: 19 października 2016 Czas dokowania: od 21 października 2016 do 10 kwietnia 2017 170 dni 22 h 5 min         | Siergiej Ryżykow Andriej Borisienko Robert Shane Kimbrough |                |                | Dostarczenie załogi Ekspedycji 49 i 50. |
| 86.  | 49S    | Sojuz MS-03 Start: 17 listopada 2016 Czas dokowania: od 19 listopada 2016 do 2 czerwca 2017 196 dni 17 h 49 min                | Start: Oleg Nowicki Thomas Pesquet Peggy Whitson Powrót: Oleg Nowicki Thomas Pesquet                                                                                           |                |                | Dostarczenie załogi Ekspedycji 50 i 51. Peggy Whitson została na dłuższą misję i powróciła kapsułą Sojuz MS-04. |
| 87.  | 50S    | Sojuz MS-04 Start: 20 kwietnia 2017 Czas dokowania: od 20 kwietnia do 2 września 2017 135 dni 8 h 40 min                       | Start: Fiodor Jurczichin Jack Fisher Powrót: Fiodor Jurczichin Jack Fisher Peggy Whitson                                                                                       |                |                | Dostarczenie załogi Ekspedycji 51 i 52. Pierwotnie załogę mieli stanowić: Aleksandr Misurkin, Nikołaj Tichonow, Mark Vande Hei Start pierwotnie planowany na marzec 2017.                                                                                  |
| 88.  | 51S    | Sojuz MS-05 Start: 28 lipca 2017 Czas dokowania: od 28 lipca do 14 grudnia 2017 138 dni 7 h 20 min                             | Siergiej Riazanski Randolph Bresnik Paolo Nespoli |                |                | Dostarczenie załogi Ekspedycji 52 i 53. Pierwotnie start planowano na maj 2017, załogę mieli stanowić Jurczichin (dowódca), Fisher i Nespoli. |
| 89.  | 52S    | Sojuz MS-06 Start: 12 września 2017 Czas dokowania: od 13 września do 27 lutego 2018 167 dni 20 h 13 min                       | Aleksandr Misurkin Mark Vande Hei Joseph Acaba |                |                | Dostarczenie załogi Ekspedycji 53 i 54. |
| 90.  | 53S    | Sojuz MS-07 Start: 17 grudnia 2017 Czas dokowania: od 19 grudnia 2017 do 3 czerwca 2018 166 dni 0 h 37 min                     | Anton Szkaplerow Norishige Kanai Scott Tingle |                |                | Dostarczenie załogi Ekspedycji 54 i 55. |
| 91.  | 54S    | Sojuz MS-08 Start 21 marca 2018 Czas dokowania: od 23 marca 2018 do 4 października 2018 194 dni 11 h 17 min                    | Oleg Artiemjew Andrew Feustel Richard Arnold |                |                | Dostarczenie załogi Ekspedycji 55. i 56. |
| 92.  | 55S    | Sojuz MS-09 Start 6 czerwca 2018 Czas dokowania: od 8 czerwca 2018 do 20 grudnia 2018 194 dni 12 h 41 min                      | Siergiej Prokopiew Alexander Gerst Serena Auñón-Chancellor |                |                | Dostarczenie załogi Ekspedycji 56. i 57. |
| 93.  | 56S    | Sojuz MS-10 Start 11 października 2018 Czas dokowania: Pojazd nie dotarł na stację Planowany: październik 2018 – kwiecień 2019 | Aleksiej Owczinin Nick Hague |                |                | Dostarczenie załogi Ekspedycji 57. i 58. Lot nieudany. Statek powrócił na Ziemię lotem balistycznym, załoga nie poniosła obrażeń. |
| 94.  | 57S    | Sojuz MS-11 Start 3 grudnia 2018 Czas dokowania: od 3 grudnia 2018 do 23 lipca 2019 159 dni 11 h 6 min                         | Oleg Kononienko Anne McClain David Saint-Jacques |                |                | Dostarczenie załogi Ekspedycji 58. i 59. Lot przyspieszony z powodu przewania misji Sojuza MS-10 |
| 95.  | 58S    | Sojuz MS-12 Start 14 marca 2019 Czas dokowania: od 15 marca 2019 do 3 października 2019 202 dni 6 h 36 min                     | Start: Aleksiej Owczinin Christina Koch Nick Hague Powrót: Aleksiej Owczinin Nick Hague Hazza Al Mansouri                                                                      |                |                | Dostarczenie załogi Ekspedycji 59., 60. oraz 61. (Christina Koch została na stacji 9-miesięczny pobyt) |
| 96.  | 59S    | Sojuz MS-13 Start 20 lipca 2019 Czas dokowania: od 20 lipca 2019 do 6 lutego 2020 200 dni 6 h 39 min                           | Start: Aleksandr Skworcow Luca Parmitano Andrew Morgan Powrót: Aleksandr Skworcow Luca Parmitano Christina Koch                                                                |                |                | Dostarczenie załogi Ekspedycji 60., 61. oraz 62. (Andrew Morgan została na stacji 9 miesięcy) |
| 97.  | 61S    | Sojuz MS-15 Start 25 września 2019 Czas dokowania: 25 września 2019 do 17 kwietnia 2020 około 200 dni                          | Start: Oleg Skripoczka Jessica Meir Hazza Al Mansouri Powrót: Oleg Skripoczka Jessica Meir Andrew Morgan                                                                       |                |                | Dostarczenie załogi Ekspedycji 61. i 62. Misja wykonywana po bezzałogowej misji Sojuza MS-14. |
| 98.  | 62S    | Sojuz MS-16 Start 9 kwietnia 2020 Czas dokowania: 9 kwietnia 2020 do 21 października 2020 około 195 dni                        | Christopher Cassidy Anatolij Iwaniszyn Iwan Wagner |                |                | Dostarczenie załogi Ekspedycji 63. |
| 99.  |        | SpaceX DM-2 Start 30 maja 2020 Czas dokowania: 31 maja 2020 do 1 sierpnia 2020 około 63 dni                                    | Douglas Hurley Robert Behnken |                |                | Pierwsza załogowa, testowa misja statku Crew Dragon. |
| 100. | 63S    | Sojuz MS-17 Start 14 października 2020 Czas dokowania: 14 października 2020 do 17 kwietnia 2021 184 dni 16 h 11 min            | Siergiej Ryżykow Siergiej Kud-Swerchkow Kathleen Rubins |                |                | Dostarczenie załogi Ekspedycji 64. |
| 101. |        | SpaceX Crew-1 Start 16 listopada 2020 Czas dokowania: 17 listopada 2020 do 2 maja 2021 niecałe 166 dni                         | Michael Hopkins Victor Glover Soichi Noguchi Shannon Walker |                |                | Pierwsza operacyjna misja statku Crew Dragon. |
| 102. | 64S    | Sojuz MS-18 Start 9 kwietnia 2021 Czas dokowania: 9 kwietnia 2021 do 17 października 2021                                      | Oleg Nowicki Piotr Dubrow Mark Vande Hei Powrót: Oleg Nowicki Klim Szypienko Julija Peresild                                                                                   |                |                | Dostarczenie 3 członków załogi Ekspedycji 65. Dubrow i Vande Hei wrócili na pokładzie Sojuza MS-19 po prawie rocznej misji. Pojazd cumował do modułu Rasswiet do 28 września 2021, a następnie cumował do Wielozadaniowego Modułu Laboratoryjnego "Nauka". |
| 103. |        | SpaceX Crew-2 Start 23 kwietnia 2021 Czas dokowania: 24 kwietnia 2021 do 8 listopada 2021                                      | Robert Shane Kimbrough Katherine Megan McArthur Akihiko Hoshide Thomas Pesquet                                                                                                 |                |                | Dostarczenie 4 człon ków załogi Ekspedycji 65. Pojazd cumował do jednego z węzłów cumownicznych modułu Harmony do 21 lipca 2021, tego samego dnia został zacumowany do drugiego węzła.                                                                     |
| 104. | 65S    | Sojuz MS-19 Start 5 października 2021 Czas dokowania: 5 października 2021 do 30 marca 2022                                     | Anton Szkaplerow Klim Szypienko Julija Peresild Powrót: Anton Szkaplerow Piotr Dubrow Mark Vande Hei                                                                           |                |                | Dostarczenie członków załogi Ekspedycji 66. Pierwsza wyłącznie rosyjska załoga Sojuza lecącego na MSK. |
| 105. |        | SpaceX Crew-3 Start 11 listopada 2021 Czas dokowania: 11 listopada 2021 do 5 maja 2022                                         | Raja Chari Thomas Marshburn Matthias Maurer Kayla Barron |                |                | Dostarczenie załogi Ekspedycji 66. |
| 106. | 66S    | Sojuz MS-20 Start 8 grudnia 2021 Czas dokowania: 8 grudnia 2021 do 19 grudnia 2021                                             | Aleksandr Misurkin Yūsaku Maezawa Yozo Hirano |                |                | Dostarczenie dwóch kosmicznych turystów na Międzynarodową Stację Kosmiczną. |

## Trwające loty
|      | Lot | Misja                                                                                     | Załoga                                                      | Zdjęcie załogi | Emblemat załogi | Opis                                                                                                 |
| ---- | --- | ----------------------------------------------------------------------------------------- | ----------------------------------------------------------- | -------------- | --------------- | --- |
| 107. | 67S | Sojuz MS-21 Start 18 marca 2022 Czas dokowania: od 18 marca 2022 do września 2022 (plan.) | Oleg Artiemjew Denis Matwiejew Siergiej Korsakow            |                |                 | Dostarczenie załogi Ekspedycji 66. i 67.                                                             |
| 108. |     | Axiom 1 Start 8 kwietnia 2022 Czas dokowania: od 9 kwietnia 2022 do kwiecień 2022 (plan.) | / Michael López-Alegría Larry Connor Mark Pathy Etan Stibbe |                |                 | Dostarczenie zawodowego astronauty i trzech turystów kosmicznych na MSK, piąty lot załogowy Dragona. |

## Planowane loty
|      | Lot | Misja                                                                                              | Załoga                                                             | Zdjęcie załogi | Emblemat załogi | Opis                                                                         |
| ---- | --- | -------------------------------------------------------------------------------------------------- | ------------------------------------------------------------------ | -------------- | --------------- | ---------------------------------------------------------------------------- |
| 109. |     | SpaceX Crew-4 Start 27 kwietnia 2022 Czas dokowania: 27 kwietnia 2022 do października 2022 (plan.) | Kjell Lindgren Robert Hines Samantha Cristoforetti Jessica Watkins |                |                 | Dostarczenie załogi Ekspedycji 67. i 68., szósty załogowy lot kapsuły Dragon |